# Боґдани-Великі
Боґдани-Великі (пол. Bogdany Wielkie) — село в Польщі, у гміні Хожеле Пшасниського повіту Мазовецького воєводства.
Населення — 128 осіб (2011).
У 1975-1998 роках село належало до Остроленцького воєводства.

## Демографія
Демографічна структура станом на 31 березня 2011 року:
|          | Загалом | Допрацездатний вік | Працездатний вік | Постпрацездатний вік |
| -------- | ------- | ------------------ | ---------------- | -------------------- |
| Чоловіки | 56      | 16                 | 37               | 3                    |
| Жінки    | 72      | 18                 | 38               | 16                   |
| Разом    | 128     | 34                 | 75               | 19                   |